# Tour du Finistère
Il Tour du Finistère è una corsa in linea maschile di ciclismo su strada che si svolge ogni aprile intorno alla città di Quimper, nel dipartimento francese del Finistère. È inserita nel calendario dell'UCI Europe Tour come prova di classe 1.1.

## Storia
Dalla sua creazione fino alla fine degli anni novanta, la corsa era riservata ai dilettanti. Solo dal 2000 è stata aperta ai professionisti e dal 2005 è entrata a fare parte del calendario del circuito continentale europeo UCI. Dal 2007 è inserita anche tra le prove della Coppa di Francia.

## Albo d'oro
Aggiornato all'edizione 2025.
| Anno | Vincitore                             | Secondo                               | Terzo                                 |
| ---- | ------------------------------------- | ------------------------------------- | ------------------------------------- |
| 1986 | Jean-Jacques Lamour                   | Philippe Tranvaux                     | Philippe Dalibard                     |
| 1987 | Philippe Dalibard                     | J. Tonks                              | Dominique Le Bon                      |
| 1988 | Pierre Le Bigault                     | Philippe Quéméneur                    | Bertand Sourget                       |
| 1989 | Philippe Dalibard                     | Camille Coualan                       | Éric Heulot                           |
| 1990 | Philippe Mondory                      | Stéphane Galbois                      | Camille Coualan                       |
| 1991 | Dominique Le Bon                      | Jean-Louis Conan                      | Gallerne Frédéric                     |
| 1992 | Pierre-Henri Menthéour                | Jean-Philippe Rouxel                  | Jean-Louis Conan                      |
| 1993 | Dominique Le Bon                      | Eric Le Rigoleur                      | Pascal Le Tanou                       |
| 1994 | Pascal Deramé                         | Michel Lallouët                       | David Delrieu                         |
| 1995 | Michel Lallouët                       | Anthony Morin                         | Dominique Rault                       |
| 1996 | Camille Coualan                       | Dominique Rault                       | David Norroy                          |
| 1997 | Walter Bénéteau                       | Christophe Faudot                     | Jean-Philippe Rouxel                  |
| 1998 | Franck Trottel                        | Freddy Ravaleu                        | Nicolas Dumont                        |
| 1999 | Laurent Estadieu                      | Pascal Pofilet                        | Michel Lallouët                       |
| 2000 | Sébastien Hinault                     | Jean-Cyril Robin                      | Anthony Langella                      |
| 2001 | Franck Renier                         | Jean-Cyril Robin                      | Xavier Jan                            |
| 2002 | David Bernabéu                        | Johan Coenen                          | Eddy Lembo                            |
| 2003 | Nicolas Fritsch                       | Yoann Le Boulanger                    | Julien Laidoun                        |
| 2004 | Daniele Balestri                      | Mickaël Buffaz                        | Bert Scheirlinckx                     |
| 2005 | Simon Gerrans                         | David Moncoutié                       | Jurij Trofimov                        |
| 2006 | Sergej Kolesnikov                     | Pierrick Fédrigo                      | Mikel Gaztanaga                       |
| 2007 | Niels Brouzes                         | Yann Huguet                           | Konstantin Kljuev                     |
| 2008 | David Le Lay                          | Aleksejs Saramotins                   | Rémi Pauriol                          |
| 2009 | Dimitri Champion                      | Pierrick Fédrigo                      | Anthony Geslin                        |
| 2010 | Florian Vachon                        | Leonardo Duque                        | Cédric Pineau                         |
| 2011 | Romain Feillu                         | Armindo Fonseca                       | Sandy Casar                           |
| 2012 | Julien Simon                          | Samuel Dumoulin                       | Jonathan McEvoy                       |
| 2013 | Cyril Gautier                         | Frederik Veuchelen                    | Anthony Geslin                        |
| 2014 | Antoine Demoitié                      | Julien Simon                          | Armindo Fonseca                       |
| 2015 | Tim De Troyer                         | Jérôme Baugnies                       | Julien Simon                          |
| 2016 | Baptiste Planckaert                   | Samuel Dumoulin                       | Alexandre Geniez                      |
| 2017 | Julien Loubet                         | Julien Simon                          | Pierre Latour                         |
| 2018 | Jonathan Hivert                       | Romain Bardet                         | Guillaume Martin                      |
| 2019 | Julien Simon                          | Andrea Vendrame                       | Baptiste Planckaert                   |
| 2020 | annullata per la pandemia di COVID-19 | annullata per la pandemia di COVID-19 | annullata per la pandemia di COVID-19 |
| 2021 | Benoît Cosnefroy                      | Sean De Bie                           | Rasmus Tiller                         |
| 2022 | Julien Simon                          | Clément Venturini                     | Sandy Dujardin                        |
| 2023 | Paul Penhoët                          | Sandy Dujardin                        | Axel Zingle                           |
| 2024 | Benoît Cosnefroy                      | Corbin Strong                         | Rudy Molard                           |
| 2024 | Aubin Sparfel                         | Bastien Tronchon                      | Émilien Jeannière                     |